# Juan Bono de Qeixo
Juan Bono de Qeixo (San Sebastián 1475 - Cuba 1528) fue un marino español,  piloto de una carabela en el cuarto viaje de  Colón en 1502.
En 1510, Bartolomé de las Casas lo acusó de ser el mayor comerciante de esclavos del mundo, especialmente en la Isla de Trinidad.
En 1513 participó en la expedición de Juan  Ponce de León que descubrió  Florida.
Tras varias incursiones en  México, se estableció definitivamente en La Habana, ciudad en la que ejerció de procurador y de teniente de gobernador hasta su fallecimiento en 1528.

## Biografía
Nació  en el seno de una familia donostiarra  de tradición marinera.
A finales del siglo XV era un apreciado navegante afincado en Palos (Huelva). 
Fue piloto de una carabela en el cuarto viaje de Cristóbal Colón (1502).  Posteriormente  ejerció el comercio marítimo entre las islas cercanas a Santo Domingo.
En 1510, Bartolomé de las Casas lo acusó de ser el mayor comerciante de esclavos del mundo, aunque la esclavitud ya existiera en la América Precolombina.
El 29 de enero de 1513, Juan Ponce de León organizó una expedición formada por  dos carabelas: la Santiago y la Santa María de la Consolación, al mando de Juan Bono de Queixo.  Los navegantes descubrieron un territorio el domingo de Resurrección, festividad conocida también como día de la Pascua Florida, y puesto que, además, había plantas y flores por doquier, le dieron el nombre de Florida.

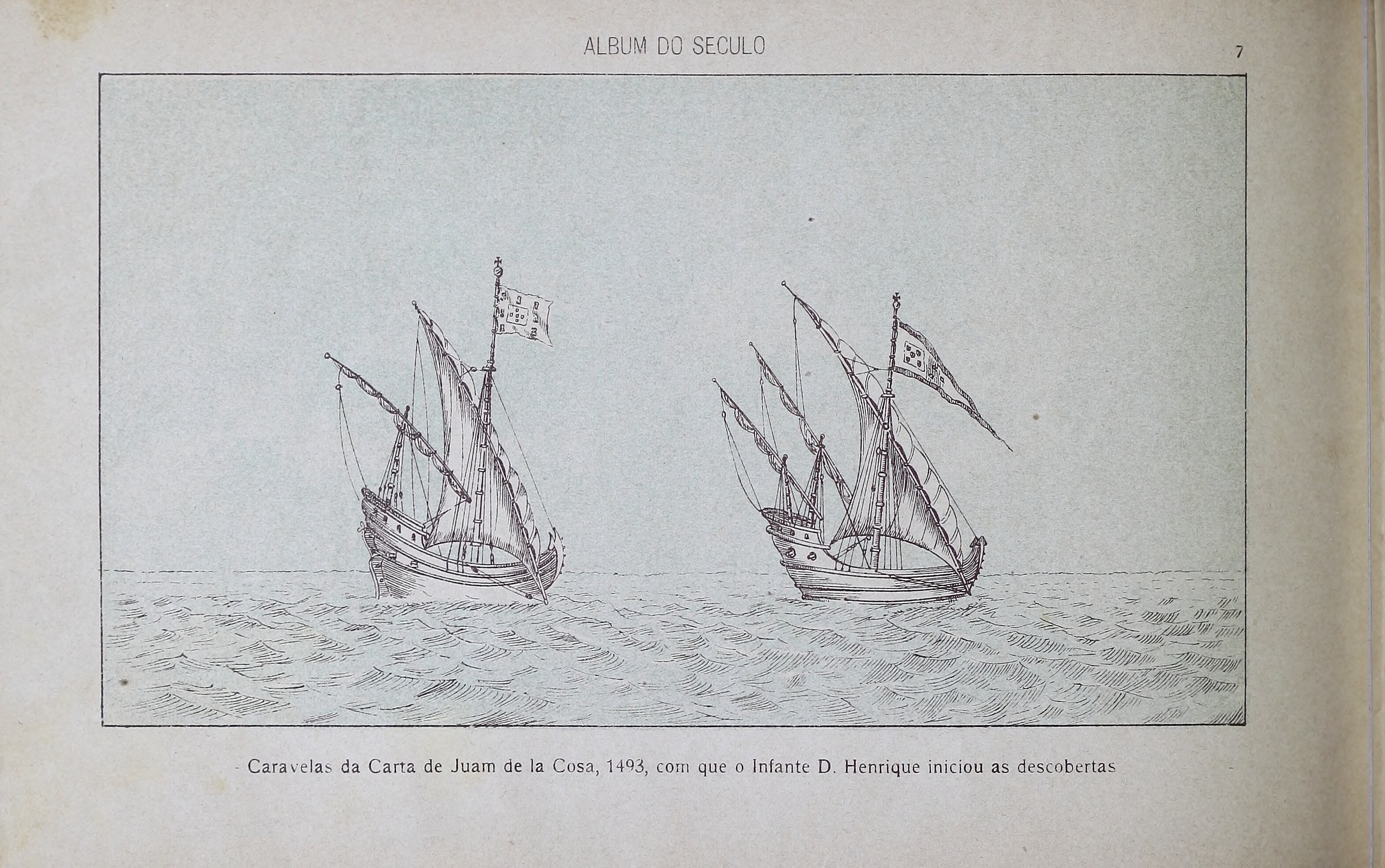
Carabelas

En 1514 asoló la isla de Trinidad en busca de esclavos, y volvió a hacer lo mismo dos años después. Fue el primero que, en 1516, buscando esclavos, recorrió los caños del delta del río Orinoco. Sus actuaciones fueron denunciadas por los frailes dominicos pero nadie pudo impedir el comercio de esclavos.
En abril de 1520 viajó con la expedición de Pánfilo de Narváez a México para detener a Hernán Cortés, cambiando de bando a su favor.
En septiembre de ese mismo año regresó a Cuba. Tras una breve incursión en México (1522),  se estableció definitivamente en La Habana, ciudad en la que ejerció de procurador y de teniente de gobernador hasta su fallecimiento en  en 1528.